# Kernel definito positivo
In matematica, e in particolare nella teoria degli operatori, il kernel definito positivo costituisce una generalizzazione della nozione di funzione definita positiva o matrice definita positiva.
Viene inoltre utilizzato nell'apprendimento automatico per l'analisi di pattern attraverso metodi kernel.

## Definizione
Dato un insieme non vuoto {\displaystyle {\mathcal {X}}}, una funzione {\displaystyle K\colon {\mathcal {X}}\times {\mathcal {X}}\to \mathbb {R} } si dice kernel definito positivo su {\displaystyle {\mathcal {X}}} se, dato {\displaystyle n\in \mathbb {N} }, per ogni {\displaystyle x_{1},\ldots ,x_{n}} esistono {\displaystyle c_{1},\ldots ,c_{n}\in \mathbb {R} } tali che
{\displaystyle \sum _{i=1}^{n}\sum _{j=1}^{n}c_{i}c_{j}K(x_{i},x_{j})\geq 0}